# Tony Harrison
 (septembre 2021).
Si vous disposez d'ouvrages ou d'articles de référence ou si vous connaissez des sites web de qualité traitant du thème abordé ici, merci de compléter l'article en donnant les références utiles à sa vérifiabilité et en les liant à la section « Notes et références ».
Tony Harrison, né le 30 avril 1937 à Leeds,  est un poète, dramaturge et cinéaste britannique. 
Il est lauréat du prix européen de littérature en 2010.

## Biographie
Tony Harrison est né en 1937 à Leeds, dans le nord de l’Angleterre. 
Il reçoit à l’âge de 11 ans une bourse pour poursuivre ses études secondaires à la Leeds Grammar School. Il poursuit des études de lettres classiques à l’université de Leeds. 

## Activités professionnelles
Marié en 1960, il part avec sa famille en 1962 pour le Nigeria, où il enseigne l’anglais dans une université. 
En 1964, il fait à la fois ses débuts de dramaturge, avec une version de la Lysistrata d’Aristophane resituée dans le contexte africain, et de poète avec la publication de son premier pamphlet, Earthworks. 
Il enseigne un an à Prague puis rentre en Angleterre en 1967 pour occuper un poste de Northern Arts Literary Fellow aux universités de Newcastle et de Durham. 
En 1969, il obtient un Fellowship auprès de l’UNESCO, qui l’amène à reprendre la route pour Cuba, le Brésil, la Cordillère des Andes et de nouveau l’Afrique. 
Ses voyages sont au cœur de son premier recueil, The Loiners (1970). 

### Le travail auRoyal National Theatre
En 1970, il revient à Newcastle et publie son deuxième recueil de poèmes, The Loiners (1970), pour lequel il reçoit le Geoffrey Faber Memorial Prize. 
À la demande du Royal National Theatre de Londres, il donne une traduction en vers du Misanthrope de Molière, qui sera créée en 1973.
Deux ans plus tard, c’est une traduction de la Phèdre de Jean Racine qu’il écrit pour le Royal National Theatre. Il en est nommé en 1977 « Poète en Résidence ». 
À la demande de l'Opéra de New York, il donne une traduction du livret tchèque de Smetana, la Jeune Fille volée et rencontre la soprano Teresa Stratas qui deviendra sa femme en 1984. 
En 1981, il publie Continuous: 50 sonnets from ‘The School of Eloquence’. Ce recueil très remarqué fait de lui un poète majeur de sa génération. Publié en 1985, son grand poème v., qui met en scène un skinhead taggant des tombes dans un cimetière, confirmera l’originalité et puissance de cette écriture. 
En 1983, il reçoit le Prix Européen de Traduction Poétique pour son adaptation de l’Orestie d’Eschyle.

### Cinéma et journalisme
Le 14 février 1989, une fatwa réclamant l’exécution de Salman Rushdie est émise sur Radio Téhéran par l’ayatollah Khomeini. Pour le défendre, Tony Harrison conçoit ce qu’il appelle un « film/poème », The Blasphemers’ Banquet, qui, malgré les menaces, est aussitôt diffusé par BBC1. 
Il publie régulièrement des textes dans le journal The Guardian, pour lequel il part comme envoyé spécial en [1995 vers Sarajevo assiégée. 
En 1998, son nom est cité pour succéder à Ted Hughes come « Poète Lauréat » de la Reine. Il rejette cette éventualité avec véhémence dans des textes publiés dans le Guardian et repris en 2000 dans Laureate’s Block.
En 1998, Tony Harrison réalise un long métrage, Prometheus, qui sera suivi du film/poème Metamorpheus (2000), puis de Crossings (2002).
En 2005, sa pièce de théâtre Hecuba est représentée avec l'actrice britannique Vanessa Redgrave.
Les éditions Faber & Faber ont publié l’intégrale de son théâtre en cinq volumes, ainsi que des scripts de ses films.

## Publications

### En anglais
- Theatre Works 1973-1985. London, Penguin Books, 1986.
- Selected Poems. London, Penguin Books, 1987.
- v. New Edition with Press Articles. Newcastle, Bloodaxe], 1989.
- U.S. Martial. Newcastle, Bloodaxe, 1989.
- A Cold Coming. Newcastle, Bloodaxe, 1991.
- The Gaze of the Gorgon. Newcastle, Bloodaxe, 1992.
- Black Daisies for the Bride. London, Faber & Faber, 1993.
- Poetry or Bust. Bradford, Salts Estates Ltd, 1993.
- The Shadow of Hiroshima and other film/poems. London, Faber & Faber, 1995.
- Permanently Bard. Selected Poetry. Carol Rutter (éd.). Newcastle upon Tyne, Bloodaxe, 1995.
- Tony Harrison: Plays Vol. 3. London, Faber & Faber, 1996.
- Prometheus. London, Faber & Faber, 1998.
- Tony Harrison: Plays. Vol. 1. London, Faber & Faber, 1999.
- Laureate’s Block and Other Poems. London, Penguin Books, 2000.
- Tony Harrison: Plays Vol. 2. London, Faber & Faber, 2002.
- Tony Harrison: Plays Vol .4. London, Faber & Faber, 2002.
- Tony Harrison: Plays Vol. 5. London, Faber & Faber, 2004.
- Under the clock. new poems by tony harrison. London, Penguin Books, 2005.
- Hecuba. Euripides, in a new translation from the Greek by Tony Harrison. London, Faber & Faber, 2005.
- Collected Film Poetry. London, Faber & Faber, 2007.
- Collected Poems. London, Viking, 2007.
- Fram. London, Faber & Faber, 2008.

### En français
- Quarante-et-un poètes de Grande-Bretagne, traduction de Michel Rémy et Anne Talvaz, Écrits des Forges / Le Temps des Cerises, Québec, 2003.
- La Rose au risque du chardon, anthologie de poèmes anglais et écossais contemporains, préface de Jacques Darras, traduction de Jacques Darras et Patrick Hersant, Le Cri-In’hui, Bruxelles, 2003.
- Anthologie bilingue de la poésie anglaise, traductions de Paul Bensimon, Bernard Brugière et Michel Rémy, Bibliothèque de la Pléiade, Gallimard, Paris, 2005.
- v., préface et traduction de Jacques Darras, Le Cri-In’hui, Bruxelles, 2008.
- Laureate’s Block, traduction de Cécile Marshall, Petropolis, Paris, 2011.
- Cracheur de feu, textes choisis, traduits et présentés par Cécile Marshall. Éditions Arfuyen, Paris-Orbey, 2011.

## Prix et distinctions
- 1972 : Geoffrey Faber Memorial Prize pour The Loiners
- 1983 : European Poetry Translation Prize pour l'Orestie
- 1987 : Royal Television Society Award pour le film v.
- 1992 : Whitbread Poetry Award pour le recueil The Gaze of the Gorgon
- 1994 : prix Italia (Italie) pour le film Black Daisies for the Bride
- 1996 : Heinemann Award pour The Shadow of Hiroshima and Other Film/Poems
- 2004 : Northern Rock Foundation Writer's Award
- 2010 : prix Européen de Littérature[3]